# キアズマ (小説)
『キアズマ』（chiasma ）は、近藤史恵による日本の小説。『小説新潮』（新潮社）にて2011年12月号から2012年10月号まで連載され、2013年4月に刊行された。タイトルの「キアズマ」とは、生物学用語で、減数分裂の前期後半から中期にかけて、染色体が互いに接着する際の数カ所の接着点のうち、染色体の交換が起こった交差した部位のことで、本作では「人と人の出会いを通じて新たに何かが生まれ、気持ちが交差し受け継がれる」ことの象徴として付けられている。
『サクリファイス』『エデン』『サヴァイヴ』と同じく自転車ロードレースを題材とした作品だが、前述の作品がプロの世界を描いていたのに対し、本作は大学の自転車部を舞台としており、白石誓らは登場しない。これは、競技経験のない人が自転車を始める無理のない設定と、より読者に身近に感じてもらいたいと作者が考えたことによる。当初は主人公の大学4年間を描く予定だったが、描き込み過ぎてわずか1年に短縮されたものの、プロの世界とは違う「キラメキ」が凝縮されている。また、『サクリフィアス』『エデン』にミステリの要素が含まれていたのに対し、本作は純粋なスポーツ小説として描かれている。続編を書きたいという気持ちはあると述べている。

## あらすじ
一浪の末に新光大学に入学した岸田正樹の愛車「モペット」は、エンジンを切っても自転車のようにこいで走ることができるペダル付きの原動機付き自転車だ。父親の仕事の都合で高校3年間を過ごしたフランスで出会った、日本ではあまり見かけない代物だ。入学から1週間ほど経ったある日、いつものようにモペットに乗って大学からの坂道を下っていた時、後ろから走ってきた大学の自転車部員・櫻井元紀と軽く接触し、柄の悪い関西弁で責められる。面倒事を避けようと逃げるように走り出すと、部員の1人が悪のりして追いかけ、トラックをよけようとし転倒した正樹に巻き込まれ、骨折という大怪我を負ってしまう。
骨折し全治10カ月と診断された自転車部の部長・村上を見舞った正樹は後日、今シーズンを棒に振ることになった彼の代わりに自転車部に入部して欲しいと頼まれる。当初は拒否した正樹だったが、華奢なロードバイクで風を切って走る感覚を想像し、次第に興味が湧き、村上が復帰できるまでの1年間という条件で入部を決める。

## 登場人物
岸田 正樹（きしだ まさき）
新光大学1年生。身長183cmで筋肉質な体型。葉山出身。愛車は黄色いモペット・トモス。フランスの文化に慣れ始めた頃に日本に帰国することになり、どちらの性質も中途半端。周囲の顔色を読み、気を回しすぎる傾向がある。大学入学早々、自転車部員と事故を起こしてしまい、村上の頼みで自転車部に渋々入部するが、華奢な自転車で風を切って走りたい、負けたくないという強い衝動を感じるようになり、自転車に夢中になっていき、めきめきと実力を伸ばしていく。小学校から高校まで柔道を習い、日本式の体育会系の上下関係などにうんざりしている。中学時代に親友が顧問のしごきに遭って苦しんでいるのを助けられなかったことが心のしこりとなっている。
櫻井 元紀（さくらい もとのり）
新光大学2年生。自転車部のエース。帰宅途中の正樹と接触し、諍いになる。大阪出身で柄の悪い関西弁を話し、気難しいところもあるが、根は人懐っこい。重量の重いモペットに乗る正樹を見て、足が強いと見込んでいた。少食のため、大量に摂取しなければならないレース前の食事はつらい。喘息持ち。高校2年生の時に兄を交通事故で亡くしている。
村上 文彦（むらかみ ふみひこ）
新光大学3年生。自転車部部長。転倒した正樹のモペットの下敷きとなり、左膝膝蓋骨骨折と、自身のロードバイクのディレイラーによる裂傷で全治10カ月の大怪我を負う。前年に自転車部を創設した。
隅田 克俊（くまだ かつとし）
新光大学2年生。自転車部員。佐賀県出身。眼鏡をかけた優等生風。櫻井と最も親しい。
堀田（ほりた）
自転車部員。村上の怪我の原因を作った正樹を敵視する。正樹に嫌がらせをしながらも、実力も正樹に抜かれていたため、櫻井から謝罪を要求され、そのまま部に来なくなり自然退部。
豊（ゆたか）
正樹の中学時代の同級生。
中学2年生の時、柔道部の顧問に何度も投げ技をかけられ、気分の悪さを訴えるも放置され、急性硬膜下血腫で言語能力や学習能力に障害が残り、指も思うように動かない。
森脇（もりわき）
金成体育大学自転車部員。正樹の中学時代の同級生。正樹の初レースの宿泊先で再会する。
新島 光（にいじま ひかる）
自転車雑誌『月刊ベロジャパン』のライター。正樹の2戦目のクリテリウムレースで、櫻井に兄はいるかと声をかけてくる。
赤城（あかぎ）
プロチーム「チーム・オッジ」のマネージャー。40代、スキンヘッド。
青山 幸夜（あおやま さちよ）
豊の彼女。女子大生。大学でボランティアサークルに所属しており、その縁で知り合った。山梨県出身。豊からはさっちゃんと呼ばれる。豊は、彼女は豊を好きなのではなく、障害者である豊と付き合っている優しい自分が好きなのではないかと考え込んでしまう。
穂積 ほたる（ほづみ ほたる）
青山の友人。自転車レースのファン。